# Chiesa di San Rocco (San Rocco di Gorizia)
La chiesa di San Rocco è la parrocchiale di San Rocco, quartiere di Gorizia, in provincia e arcidiocesi di Gorizia; fa parte del decanato di Gorizia.

## Storia

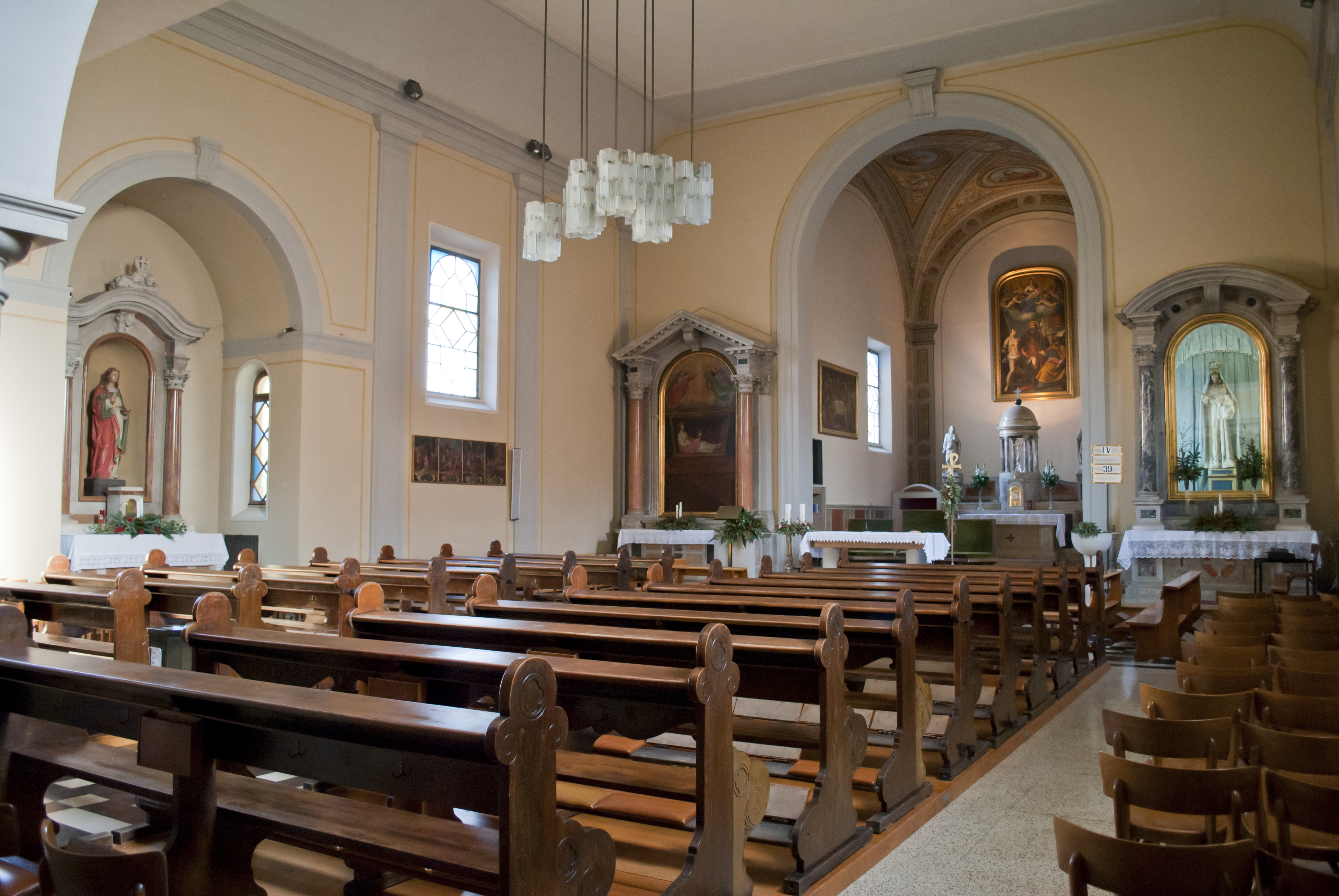
L'interno della parrocchiale

L'originale chiesa di San Rocco venne costruita nel 1497 e consacrata l'ultima domenica di agosto del 1500 da Pietro Carlo, vescovo di Caorle. L'edificio di culto mantenne le dimensioni di semplice cappella fino ai primi anni del XVII secolo quando, passata la terribile pestilenza del 1623, i borghigiani decisero di ampliarla ed abbellirla. La nuova chiesa venne edificata tra il 1624 e il 1637, anno della consacrazione. 
La chiesa di San Rocco fu eretta a parrocchiale nel 1898 e, nello stesso anno, fu realizzata l'attuale facciata neoclassica, opera di Giovanni Brisco. Durante la prima guerra mondiale la chiesa venne danneggiata: il tetto era semidistrutto, l'altar maggiore e il pulpito erano mutilati. Terminato il conflitto, si decise di ristrutturare completamente l'edificio, però i lavori poterono venir condotti soltanto alla fine degli anni 1920.
La chiesa poté venir riaperta al culto soltanto nel 1929.